# ألبرت ويليامسون
ألبرت ويليامسون (بالإنجليزية: Albert Williamson)‏ (1866 في المملكة المتحدة - 1951) هو لاعب كرة قدم بريطاني (وحمل سابقاً جنسية المملكة المتحدة لبريطانيا العظمى وأيرلندا) في مركز نصف الجناح. لعب مع ديربي كاونتي ونوتس كاونتي ونوتينغهام فورست.